# José Pereira (football)
Pour les articles homonymes, voir José Pereira.
José Pereira est un footballeur portugais né le 15 septembre 1931 à Torres Vedras. Il évoluait au poste de gardien de but.

## Biographie
Il joue dans deux clubs durant sa carrière, le CF Belenenses  et le SC Beira-Mar.
International, il reçoit 11 sélections en équipe du Portugal de 1965 à 1966. Considéré comme un gardien de niveau "moyen" tout au long de sa carrière, sa première sélection est tardive et a lieu contre la Turquie en 1965, à l'âge de 33 ans. Lors de la coupe du monde 1966, il ne joue pas le premier match contre la Hongrie, les cages étant gardées par Joaquim Carvalho, mais il dispute les 5 autres matchs de l'épopée des Magriços, qui s'arrêtera en demi-finale contre l'Angleterre, le pays hôte. 

## Carrière
- 1954-1967 :  CF Belenenses
- 1967-1971 :  SC Beira-Mar

## Palmarès

### En sélection
- Troisième de la Coupe du monde en 1966